# 사카에초역
사카에초역(일본어: 栄町駅, さかえちょうえき 사카에초에키[*])은 일본 지바현 지바시 주오구에 있는 지바 도시 모노레일 1호선의 역이다.

## 역 구조
섬식 승강장 1면 2선의 고가역이다. 역무원이 배치되어 있다.

### 승강장
| 1 | 1호선 | 겐초마에 방면         |
| 2 | 1호선 | 지바・지바미나토 방면 |

## 역 주변
역의 바로 밑에 요시 강이 흐른다. 주변은 지바 현을 대표하는 환락가이다. 유흥 업소 등이 줄지어 늘어선 구역도 있다. 사카에초 지구는 조선인, 한국인의 가게도 있는 일종의 "코리아 타운"이기도 하다.
과거에는 옛 치바 역(치바 시민 회관 부근)와 지바 현 청사를 비롯한 관가를 잇는 중간 부근에는 구 게이세이 지바 역(중앙 공원이 역 철거지)도 있어 지바 현내 유수의 번화가 있었지만, 전재 후의 도시 계획에 의한 국철·게이세이 전철 역이 각각 현재지로 이전한 영향으로 손님이 멀어진다.
- 시카타 기념회 미키 클리닉
- 3F 지바 사카에초점
- 세븐 일레븐 지바 사카에초점
- 사카에초도리 상점가
- 지바 현 관광 물산 센터
- 지바 시 문화 교류 플라자(게이요 은행 문화 플라자)
  - 지바에키히가시구치 우체국
- 지바 아시아 회관
- 지바 워싱턴 호텔
- 토요코인 지바에키마에
- 지바에키마에도리 우체국

## 역사
- 1999년 3월 24일: 영업 개시.
- 2009년 3월 14일: PASMO 도입.

## 사진

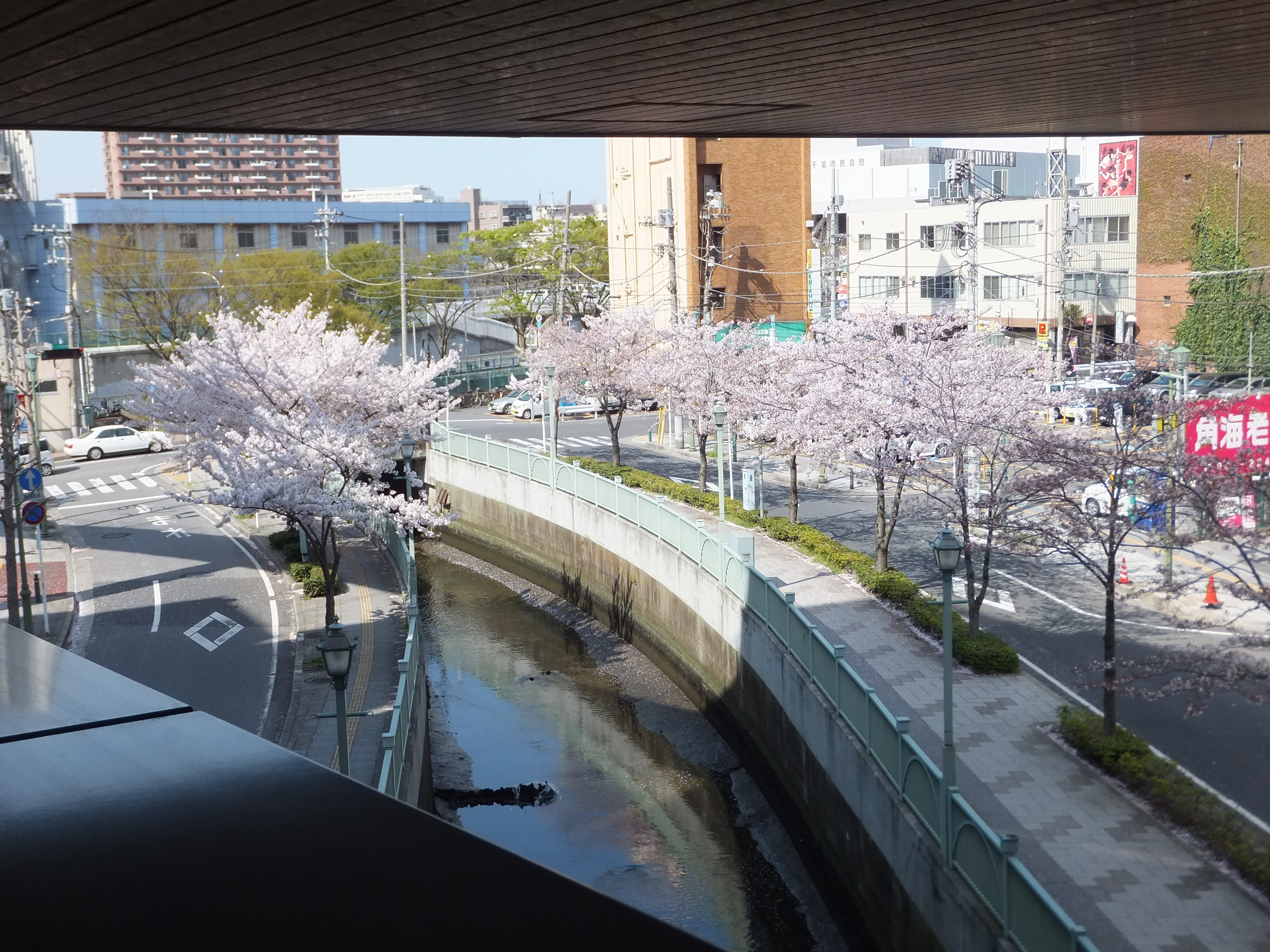
역사 밑으로 조망한 요시 강
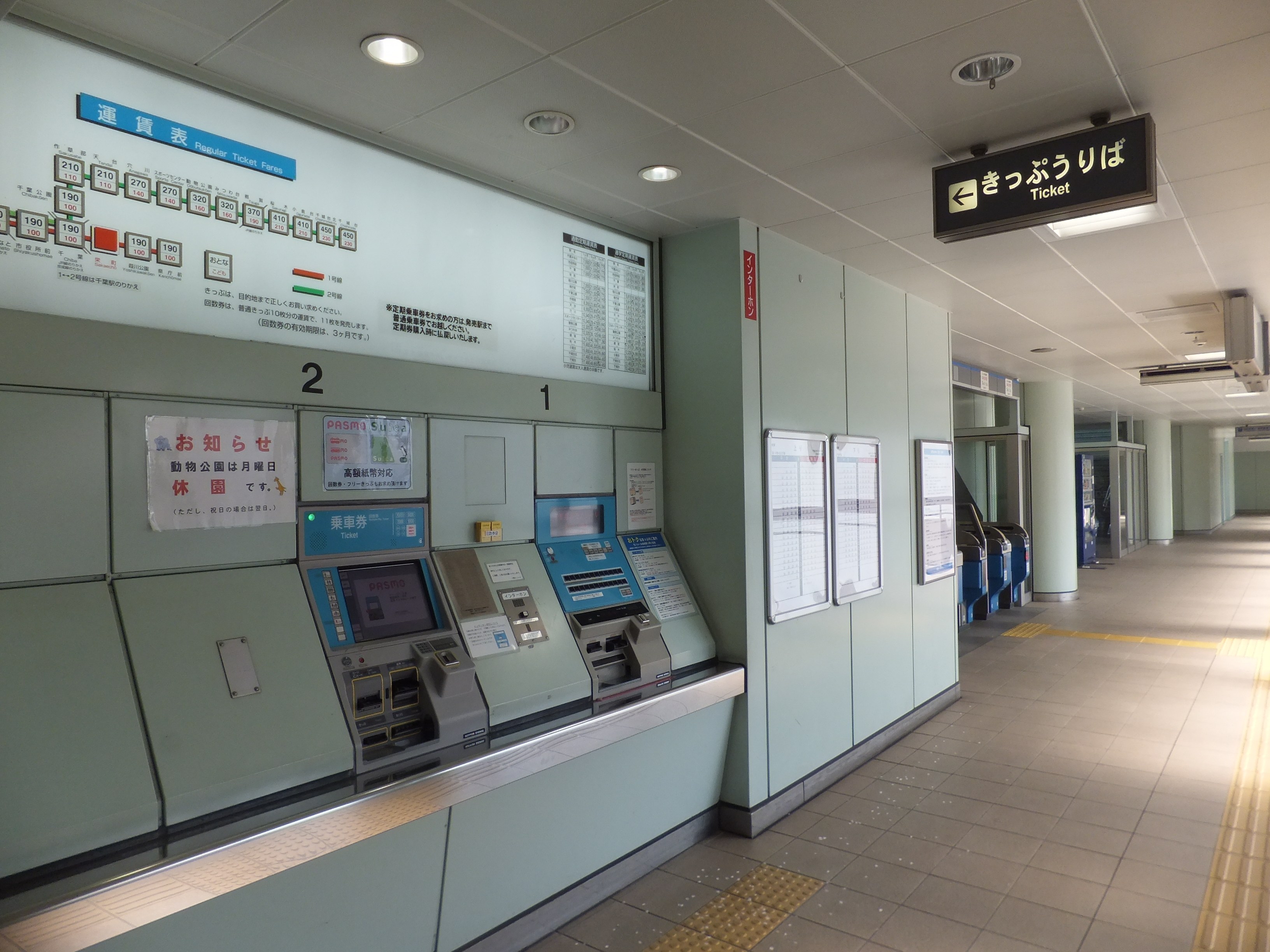
개찰구

## 인접역
| 지바 도시 모노레일 1호선 | 지바 도시 모노레일 1호선 | 지바 도시 모노레일 1호선   |
| ------------------------ | ------------------------ | -------------------------- |
| 지바 지바미나토 방면     |                          | 요시카와코엔 겐초마에 방면 |